# Gabriel Tourdes
Gabriel Alexandre Hippolyte Joseph Tourdes, né le 21 janvier 1810 à Strasbourg et mort à 26 janvier 1900 à Strasbourg est un médecin français, professeur de médecine légale à la Faculté de médecine de Strasbourg, doyen de la Faculté de Médecine de Nancy.

## Aperçu biographique
Fils de Joseph Tourdes (1770-1851), médecin militaire, professeur de pathologie et d'hygiène à la Faculté de médecine de Strasbourg et à l'Hôpital militaire d'instruction. 
Après le baccalauréat (lettres et sciences physiques) en 1827, il poursuit ses études à la Faculté de médecine de Strasbourg, sous la direction de son père. En 1829, il entre comme chirurgien-élève à l'Hôpital militaire. Reçu docteur en médecine, à Strasbourg, en 1832, il est nommé chirurgien aide-major au Val-de-Grâce de Paris. En 1834, il est attaché  à l'Hôpital militaire de Metz puis professeur adjoint à l'Hôpital militaire de Strasbourg l'année suivante. 
En 1840, il est agrégé à la Faculté de médecine avant d'être nommé à la chaire de médecine légale créée par Fodéré. Il y organise l'enseignement pratique de la médecine légale. Parallèlement à l'enseignement de la médecine légale, il est chargé après son ami Victor Stoeber de la clinique des maladies des enfants, à qui il succède en 1846.

## Œuvres et publications
- Histoire de l'épidémie de méningite cérébro-spinale observée à Strasbourg en 1840 et 1841, Derivaux, Strasbourg, 1842, lire en ligne sur Gallica.
- Excursion médicale en Allemagne : Munich, Nuremberg, Erlangen, Wurtzbourg : lettres adressées à M. le professeur Stoeber, impr. de G. Silbermann, Strasbourg, 1855, lire en ligne sur Gallica.
- Des Rapports des médecins avec les sociétés de secours mutuels, Treuttel et Wurtz (Strasbourg), 1862,lire en ligne sur Gallica.
- Recherches sur les substances anesthésiques, l'oxyde de carbone, l'amylène, impr. de G. Silbermann, Strasbourg, 1857, lire en ligne sur Gallica.
- Paroles prononcées sur la tombe de monsieur le docteur Willemin, [suivi de Paroles de M. le professeur agrégé Strohl], impr. de G. Silbermann, Strasbourg, 1867, lire en ligne sur Gallica.
- Remarques sur la vie d'un savant allemand, Eduard Caspar Jacob von Siebold (de), Strasbourg, typ. de G. Silbermann, 1867, Texte intégral.
- Relation médicale de l'accident occasionné par la foudre, le 13 juillet 1869, au pont du Rhin, près de Strasbourg, J.-B. Baillière et fils, Paris, 1869, lire en ligne sur Gallica.
- Notice historique sur Victor Stoeber,[lue le 6 juillet 1871], Strasbourg, impr. Berger-Levrault et Cie, 1871, Texte intégral.
- Notice sur les professeurs Sédillot et Michel, impr. de Berger-Levrault, Nancy, 1884, lire en ligne sur Gallica.

En collaboration
- avec Victor Stoeber, Hydrographie médicale de Strasbourg et du département du Bas-Rhin, Treuttel et Wurtz, Strasbourg, 1862, lire en ligne sur Gallica.
- avec Eugène-Emile Hepp[1], Essai d'un nouvel anesthésique, le bichlorure de méthylène, impr. de G. Silbermann, Strasbourg, 1868, lire en ligne sur Gallica.
- avec Edmond Metzquer,Traité de médecine légale théorique et pratique, Asselin et Houzeau, Paris, 1896, lire en ligne sur Gallica.